# Labirinto membranoso
O labirinto membranoso é um órgão do ouvido interno, formado por um tubo enrolado em espiral que contém as terminações sensoriais do nervo auditivo,o labirinto é o órgão responsável pelo equilibrio. Distinguem-se o labirinto ósseo ou cóclea e o labirinto membranoso ou canal coclear.